# 勒穆勒
勒穆勒（法語：Le Moule，法語發音：[lə mul]）是法国海外省瓜德罗普的一个市镇，属于皮特尔角城区。

## 地理
勒穆勒（16°19'52"N, 61°20'37"W）面积82.84 平方千米，位于法国海外省瓜德罗普。
与勒穆勒接壤的市镇（或旧市镇、城区）包括：珀蒂卡纳勒、莱萨比姆、莫尔纳洛、圣弗朗索瓦、圣安娜。
勒穆勒的时区为UTC−04:00（大西洋时区）。

## 行政
勒穆勒的邮政编码为97160，INSEE市镇编码为97117。

## 政治
勒穆勒所属的省级选区为勒穆勒县。

## 人口

1962-2008年间勒穆勒人口变化图示

勒穆勒于2022年1月1日时的人口数量为22924人。